# Pedro Morales (luchador)
Pedro Morales (Culebra, Puerto Rico; 22 de octubre de 1942- Perth Amboy, Nueva Jersey; 12 de febrero de 2019) fue un luchador profesional puertorriqueño. Comenzó su carrera de lucha como adolescente en 1959 y continuó hasta finales de 1980. Morales fue el primer hombre en la lucha libre de la historia en ganar los títulos importantes en la World Wrestling Federation: el Campeonato de la WWE, el Campeonato Intercontinental y el Campeonato Mundial en parejas de la WWE. Pedro Morales derrotó a Ivan Koloff para ganar el Campeonato de la WWF. Morales también pasaría a convertirse en el primer ganador de la Triple Corona después de ganar el Campeonato Intercontinental de la WWE y el Campeonato Mundial en Parejas. Morales fue incluido en la Lista WWE Salón de la Fama en 1995.

## Carrera
Morales debutó en 1959 en el Sunnyside Gardens, Superando a Buddy Gilbert, luchó en el West Coast durante 1960, teniendo combates con estrellas regionales del día, tales como Freddie Blassie y El Destructor, de este último tomó su Campeonato Mundial Peso Pesado de la WWA el 12 de marzo de 1965. Morales perdió el título el 23 de julio ante "Crazy" Luke Graham. Mantuvo el título durante nueve meses antes de ser derrotado por Buddy Austin el 5 de agosto de 1966. Morales luego se concentró en el equipo de lucha libre, coexplotación por la copropiedad, la etiqueta WWA cuatro veces durante 1966-68, con cuatro compañeros diferentes: Luis Hernández, Marcos Lewin, Víctor Rivera y Oscar Romero Durante una temporada en la National Wrestling Alliance (NWA), Morales obtuvo el título de Hawái, EE. UU. durante dos meses en 1969.

### World Wide Wrestling Federation (1970-1973)
En 1970, Morales se unió a la World Wide Wrestling Federation (WWWF, ahora se conoce como la World Wrestling Entertainment) en la costa este de Estados Unidos. Ganó su primer campeonato en la WWWF en enero de 1971, cuando derrotó a Freddie Blassie en un torneo final de la Campeonato de los Estados Unidos de la WWWF.
Como favorito de los fanes, Morales no se podía esperar que feudo con el ventilador compañeros favoritos de Bruno Sammartino por su cinturón de Campeonato Mundial Peso Pesado de la WWWF.Su oportunidad llegó el 2 de enero de 1971 cuando Ivan Koloff puso fin al reinado de siete años de Sammartino. Tres semanas después, el 8 de febrero, Morales y Koloff lucharon por el título en el Madison Square Gardenganó el partido para convertirse en el cuarto campeón de peso pesado en la historia de WWWF. Cuando ganó el Campeonato del Mundo de la WWWF, el Campeonato de los Estados quedó vacante.
Morales demostró ser un campeón popular, especialmente entre los de Nueva York de la comunidad puertorriqueña. Al igual que Sammartino delante de él, Morales fue un campeón. Se hizo conocido por su capacidad de lucha científica y resistencia, así como un "fiero temperamento latino" que surgieron durante los partidos. Durante su reinado como campeón, Morales tuvo un feudo con Freddie Blassie el ahora Heel, que era el número uno contendiente para el título.
El 1 de septiembre de 1972, sin embargo, luchó Bruno Sammartino en el evento principal de la  Arreglo de cuentas en el Shea - fue el primer título de WWWF el partido a cielo alguna vez dos favoritos de los fanes el uno contra el otro. Después de varios pasadores cerca, los dos hombres lucharon con un toque de queda 75 minutos. Tras el combate, los aficionados fueron notablemente enfadado, y algunos se tiraban al piraguas para agitar sus puños en el luchadores.
Durante su reinado, Morales trabajó un ángulo con el entonces villano. Larry Hennig. Después de un reinado de casi tres años, Morales vio caído el título ante Stan Stasiak el 1 de diciembre de 1973 en la Arena de Filadelfia. Pronto desapareció de la WWWF. Mientras tanto, Sammartino cubrió a Stasiak en el Madison Square Garden nueve días más tarde para recuperar el título.

### National Wrestling Alliance (1974-1980)
Después de salir de la WWWF, Morales luchó para otros promociones alrededor de Estados Unidos y Puerto Rico, incluidas las regiones de la NWA, donde ganó más oro por equipos con Pat Patterson y luego Rocky Johnson.

### World Wrestling Federation (1980-1987)
En mayo de 1980, Morales regresó a la WWF. Al poco tiempo, consiguió el Campeonato en Parejas de la WWF con el entonces Campeón Mundial de la WWF Bob Backlund al derrotar a los campeones Wild Samoans, en Showdown at Shea. Sin embargo, tuvieron que renunciar a los títulos debido a que las normas señalaban que el campeón Mundial no podía tener un segundo título.
El 8 de diciembre de 1980, Morales se convirtió en el primer hombre en completar la Triple Corona al ganar su primer título de Campeonato Intercontinental de la WWF con una victoria sobre Ken Patera en Madison Square Garden. Morales sostuvo una pelea con "Magnífico" Don Muraco en 1981, perdiendo el cinturón el 20 de junio, pero lo recuperó ese mismo año, en 23 de noviembre. Con este triunfo, Morales se convirtió en el primer hombre en ganar el título Intercontinental en dos ocasiones. Este segundo reinado de Campeón Intercontinental duró 14 meses (hasta el 22 de enero de 1983), el más largo hasta ese momento. Durante esos meses, Morales defendió el título contra Don Muraco y contra "Superstar" Billy Graham.
Pedro viajó a Puerto Rico y ganó el título de América del Norte WWC ante Buddy Landel en junio de 1983. Este reinado lo perdió contra Sweet Daddy Siki en enero de 1984, lo recuperó dos meses más tarde, en marzo del 84, y lo perdió nuevamente contra Randy Savage en septiembre del mismo año. Tras esa derrota, Morales regresó a la WWF. Pedro nunca ganaría otro título. En la época de Vince McMahon Jr's., durante la expansión nacional de la WWF a mediados de la década de 1980, Morales tenía ya una edad avanzada para este deporte. Aun así, compitió en el torneo Rey del Ring, derrotando a Johnny Valiant y alcanzando la recepción de un bye para avanzar a la tercera ronda antes de perder ante Don Muraco.
Al año siguiente, Morales derrotó a Rudy Diamante, Mike Rotundo y Nikolai Volkoff antes de perder la final de Harley Race. Morales hizo su única aparición en WrestleMania en 1986 cuando era parte de una batalla real de 20 hombres en WrestleMania 2. Luchó en un ring de la WWF por última vez a finales de 1987.

### Retiro
Después de la jubilación del círculo al cuadrado, Morales se convirtió en un comentarista para la programación de la WWF en español, Pedro Morales fue incluido en el WWF Salón de la Fama

## Campeonatos y logros
- Cauliflower Alley Club
  - Otros Honores (1994)

- Championship Wrestling from Florida
  - NWA Florida Tag Team Championship (1 vez) — con Rocky Johnson
  - NWA Florida Television Championship (1 vez)
  - NWA Southern Heavyweight Championship (Florida version) (1 vez)

- NWA Mid-Pacific Promotions
  - NWA Hawaii Tag Team Championship (3 veces) — con Bing Ki Lee (1) y Ed Francis (2)
  - NWA North American Heavyweight Championship (Hawaii version) (3 veces)

- NWA San Francisco
  - NWA World Tag Team Championship (San Francisco version) (1 vez) — con Pat Patterson

- World Wrestling Association (Los Angeles)
  - WWA World Heavyweight Championship (2 veces)
  - WWA World Tag Team Championship (4 times) — con Luis Hernández (1), Mark Lewin (1), Ricky Romero (1) y Victor Rivera (1)

- World Wrestling Council
  - WWC North American Heavyweight Championship (2 veces)
  - WWC World Tag Team Championship (1 vez) — con Carlitos Colón

- World Wide Wrestling Federation / World Wrestling Federation
  - NWA / WWWF World Heavyweight Championship (1 vez)
  - WWF Intercontinental Heavyweight Championship (2 veces)
  - World Tag Team Championship (WWE) (1 vez) — con Bob Backlund
  - WWWF United States Championship (1 vez)
  - WWF Hall of Fame (Clase de 1995)
  - Triple Crown Championship (Primero)

- Pro Wrestling Illustrated
  - Luchador del año (1972) - (Primero)[5]
  - PWI ranked him # 111 of the 500 best singles wrestlers during the PWI Years en 2003

- Wrestling Observer Newsletter awards
  - Most Overrated (1981, 1982)